# Place du Dos de Mayo
La place du Dos de Mayo (en espagnol, Plaza del Dos de Mayo) est une place de Madrid, capitale de l'Espagne, situé dans le quartier populaire et animé Malasaña, et connu pour sa bonne ambiance.

## Situation
Située dans l'arrondissement du Centre et le secteur de l'Université, la place est emblématique du quartier appelé « Malasaña ». La rue Saint-André borde le côté est de cet espace de forme carrée sur lequel aboutissent les rues Ruiz au nord, Velarde à l'est, du Dos de Mayo au sud et Daoíz à l'ouest.

## Dénomination
La place est appelée ainsi en souvenir du soulèvement du Dos de Mayo et du début de la Guerre d'indépendance espagnole face aux troupes françaises.

## Monuments

### Monument à Daoíz et Velarde

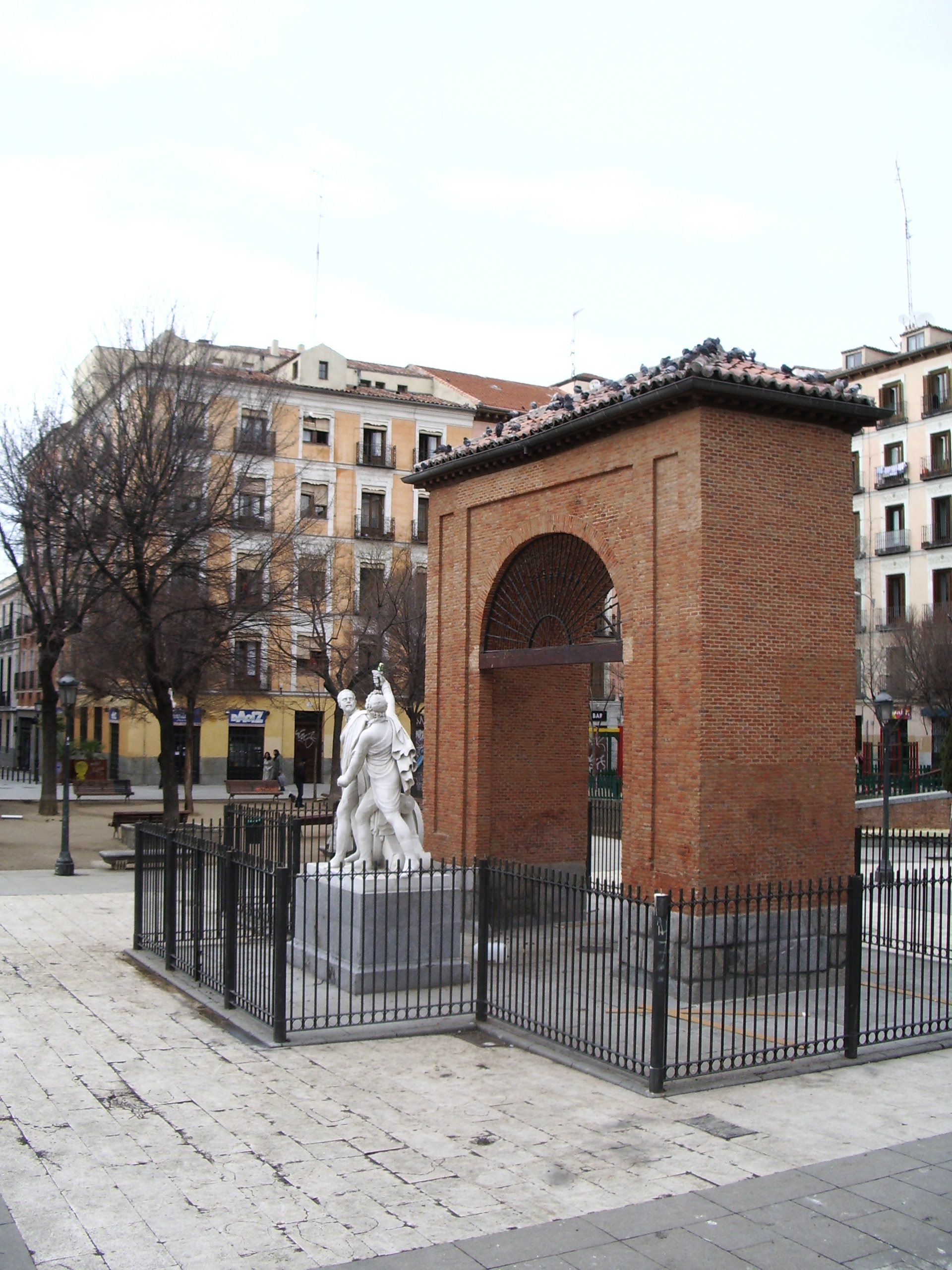
Le monument à Daoíz et Velarde, situé au centre de la place.

Le centre de la place est occupé par un monument formé du portail d'entrée de la caserne de Monteleón (es) devant lequel s'élèvent les statues des héros Daoíz et Velarde faisant serment de se battre jusqu'à la mort, sculptées dans le marbre par Antonio Solá Llansas en 1831. La sculpture a depuis longtemps été vandalisée et a perdu son épée, souvent remplacée par des canettes ou des bouteilles de bière.

### Église des Merveilles
L'église (es) des saints Just et Pasteur, appelée populairement église des Merveilles, s'élève au sud de la place mais son entrée principale se situe sur la rue de Palma. Datant des XVIIe et XVIIIe siècles, elle est à l'origine le sanctuaire d'un couvent de carmélites qui devient une église paroissiale en 1891. Elle abrite, au-dessus du maître-autel, l'image de Notre-Dame des Merveilles qui a donné son nom populaire à l'édifice.